# Catubig
Catubig é um município de  terceira classe de renda municipal (d) na província Samar do Norte, nas Filipinas. De acordo com o censo de 1 de maio  de  2020 possui uma população de 32 174 pessoas e 6 901 domicílios.